# Rezervația naturală Vadul lui Isac
Vadul lui Isac este o rezervație naturală silvică în fostul raion Vulcănești, actualmente raionul Cahul, Republica Moldova.

## Descriere
Rezervația este amplasată la est de satul Vadul lui Isac din raionul Cahul, la o altitudine de 99-154 m. Se întinde de la începutul unei vâlcele până în apropiere de Valul lui Traian. Este administrată de Întreprinderea Silvică Manta V, în cadrul subparcelelor 142A-142R.
Aria protejată este atribuită la categoria ecosisteme forestiere de stejar pufos (Quercus pubescens) și stejar brumăriu (Quercus pedunculiflora) din sudul Moldovei. Găzduiește 120 de specii de plante. Solul este cernoziom xerofit de pădure.

### Arbori
După compoziție și structură, sunt identificate trei tipuri de arborete, toate pure.
Arboretele natural fundamentale sunt de productivitate inferioră, cu o suprafață de 41,4 ha. Sunt înregistrate în 5 subparcele. Predomină stejarul (Quercus robur, Quercus pedunculiflora, mai puțin Quercus pubescens), dar cresc și câteva exemplare de păr (Pyrus pyraster) și glădiță (Gleditsia triacanthos). Stejarii au răsărit în anii 1920, au înălțimea de 12-15 m și diametrul tulpinii de 31-38 cm.
Arboretele total derivate de stejar au o suprafață de 0,6 ha. Se găsesc în subparcelele 142J și 142L. Copacii au răsărit în anii 1940, au înălțimea de 15 m și diametrul tulpinii de 20 cm.
Arboretele de salcâm ocupă 24,7 ha, dintre care 12 ha sunt arborete total derivate, iar 12,7 ha sunt arborete artificiale de producție inferioară. Salcâmii au fost sădiți către sfârșitul anilor 1990.
Rata de renegerare naturală a stejarilor din aria protejată este joasă. Aceștia fructifică rar, ghinda este afectată de vătămători, iar în anii cu fructificare abundentă puieții prinși sunt înăbușiți de vegetația ierboasă.

### Arbuști
Deși pădurea nu este deasă, stratul arbuștilor este slab dezvoltat. Arbuștii cresc solitar și nu formează pâlcuri. Au fost identificate următoarele opt specii:
- porumbar (Prunus spinosa)
- soc (Sambucus nigra)
- spinul-cerbului (Rhamnus cathartica)
- măceș (Rosa spinosissima, Rosa canina)
- păducel (Crataegus monogyna)
- salbă moale (Euonymus europaea)
- sânger (Swida sanguinea)

### Ierburi
Teritoriul ariei protejate este acoperit de ierburi în proporție de 90-100%. Primăvara devreme înflorește vioreaua (Scilla bifolia), brebenelul (Corydalis solida), grâușorul (Fiaria verna) și celnușa (Ornitogalum oreoides).
În total, au fost depistate 106 specii de plante ierboase, dintre care trei sunt plante rare (evidențiate cu aldine):
- Achillea collina Becker
- Achillea setacea Waldst. et Kit.
- Aegonychon purpureo-coeruleum (L.) Holub
- Ajuga genevensis L.
- Agrimonia eupatoria L.
- Alliaria petiolata (Bieb) Cavara et Grande
- Allium rotundum L.
- Arabidopsis thaliana (L.) Heynh.
- Arctium lappa L.
- Artemisia absintum L.
- Artemisia austriaca Jacq.
- Artemisia vulgaris L.
- Asparagus officinalis L.
- Atriplex patula L.
- Ballota nigra L.
- Berteroa incana (L.) DC
- Betonica officinalis L.
- Botriochloa ischaemum (L.) Keng
- Bromopsis inermis (Leys.) Holub
- Buglossoides arvensis (L.) Johnst.
- Calamagrostis epigeios (L.) Roth
- Campanula persicifolia L.
- Canabis ruderalis Janisch.
- Carex michelii Host
- Centaurea diffusa Lam.
- Centaurea solstitialis L.
- Cephalaria uralensis (Murr.) Roem. et Schult.
- Chaeroplyllum temulum L.
- Chamaecytisus lindemannii (V. Krecz.) Klaskova
- Cichorium intybus L.
- Cirsium arvense (L.) Scop.
- Clinopodium vulgare L.
- Convolvulus arvensis L.
- Coronilla varia L.
- Corydalis solida L.
- Cynoglossum officinale L.
- Dactylis glomerata L.
- Echium vulgare L.
- Elytrigia repens (L.) Nevski
- Eryngium campestre L.
- Euphorbia cyparissias L.
- Euphorbia stepposa Zoz
- Falcaria vulgaris Bernh.
- Fallopia convolvulus (L.) A. Love
- Festuca valesiaca Gaudin
- Ficaria verna Huds.
- Fragaria vesca L.
- Galium molugo L.
- Galium octonario (Klok.) Soo
- Galium verum L.
- Geranium divaricatum Ehrh.
- Geum urbanum L.
- Goniolimon besserianum (Schult) Kusn
- Hieracium pilosella L.
- Hierocholoe odorata (L.) Beauv
- Hypericum perforatum L.
- Inula britannica L.
- Inula hirta L.
- Knautia arvensis (L.) Coult.
- Lamium purpureum L.
- Lappula squarrosa (Retz.) Dumort.
- Lavathera thuringiaca L.
- Leonurus cardiaca L.
- Linaria genistifolia (L.) Mill.
- Malabaila graveolens (Spreng.) Hoffm.
- Medicago romanica Prod.
- Melandrium album (Mill.) Garcke
- Melica transilvanica Schur
- Melilotus officinalis (L.) Pall.
- Mentha spicata L.
- Muscari neglectum Guss.
- Nepeta parviflora Bieb.
- Origanum vulgare L.
- Ornithogalum oreoides Zahar.
- Phlomis tuberosa L.
- Plantago lanceolata L.
- Plantago stepposa Kuprian.
- Poa angustifolia L.
- Poa bulbosa L.
- Polygonatum latifolium Desf.
- Potentilla arenaria Borkh.
- Potentilla argentea L.
- Potentilla recta L.
- Ranunculus meyerianus Rupr.
- Salvia nutans
- Salvia pratensis L.
- Scilla bifolia L.
- Senecio vernalis Waldst. et Kit.
- Sonchus arvensis L.
- Taraxacum officinale Wigg.
- Thalictrum minus L.
- Torilis arvensis (Huds.) Link
- Trifolium alpestre L.
- Trinia multicaulis (Poir.) Schischk.
- Urtica dioica L.
- Valeriana officinalis L.
- Verbascum phlomoides L.
- Vicia dumetorum L.
- Vicia tenuifolia Roth
- Vicia villosa Roth
- Vinca herbacea Waldst. et Kit.
- Vincetoxicum hirundinaria Medik.
- Viola ambigua Waldst. et Kit.
- Viola arvensis Murr.
- Viola suavis Bieb
- Xeranthemum annuum L.

## Statut de protecție
Obiectivul a fost luat sub protecția statului prin Hotărîrea Sovietului de Miniștri al RSSM din 8 ianuarie 1975 nr. 5, când a devenit arie protejată de păduri valoroase. Statutul de protecție a fost reconfirmat de Legea nr. 1538 din 25 februarie 1998 privind fondul ariilor naturale protejate de stat, în care aria a fost atribuită rezervațiilor naturale silvice. Deținătorul funciar al rezervației era, la momentul publicării Legii din 1998, Gospodăria Silvică de Stat Cahul. Între timp, aceasta a trecut în gestiunea Întreprinderii Silvice Manta V.
Este afectat arboretul, stratul de ierburi și solul. Cauza principală este organizarea picnicurilor pe teritoriul rezervației și extragerea solului cu tot cu iarbă.
Aria protejată a fost studiată amănunțit în vara anului 2005 de către un grup de specialiști de la Grădina Botanică (Institut) a Academiei de Științe a Moldovei (Postolache, Chirtoacă & Lazu 2005), care au alcătuit „pașaportul” rezervației.